# Turinskaja Sloboda
Turinskaja Sloboda (in russo Туринская Слобода?) è un villaggio dell'oblast' di Sverdlovsk, in Russia; è il centro amministrativo del distretto Slobodo-Turinskij
Si trova sul fiume Tura, 250 km (in linea d'aria) a nord-est di Ekaterinburg e 106 km a nord-ovest di Tjumen'.